# Перебор (приток Печоры)
Перебор — река в России, протекает в Республике Коми по территории района Печора. Правый приток реки Печора.

## География
Устье реки находится в 956 км по правому берегу реки Печора, напротив села Приуральское. Длина реки составляет 49 км.

## Этимология гидронима
Перебор со старорусского означает перекат на реке

## Данные водного реестра
По данным государственного водного реестра России относится к Двинско-Печорскому бассейновому округу, водохозяйственный участок реки — Печора от водомерного поста у посёлка Шердино до впадения реки Уса, речной подбассейн реки — бассейны притоков Печоры до впадения Усы. Речной бассейн реки — Печора.
Код объекта в государственном водном реестре — 03050100212103000063221.